# Sukarjo Mesim
Sukarjo Mesim is een bestuurslaag in het regentschap Bengkalis van de provincie Riau, Indonesië. Sukarjo Mesim telt 1351 inwoners (volkstelling 2010).